# Cosmin Contra
Cosmin Marius Contra, romunski nogometaš, * 15. december 1975, Timişoara, Romunija.

## Kariera
Contra je svojo nogometno pot začel pri nogometnem klubu Politehnica Timişoara, kjer je igral tri sezone, nato pa je odšel h klubu Dinamo Bukarešta. Po štirih sezonah je za 800.000 ameriških dolarjev prestopil k španskemu klubu Deportivo Alavés, kjer je kmalu postal ključni igralec moštva. Zaradi dobrih predstav je bil izbran v UEFA ekipo leta 2001. V tem letu je za eno leto prestopil k italijanskemu klubu AC Milan. Že septembra 2002 se je vrnil v Španijo, tokrat v ekipo kluba Atlético Madrid. Za colchonerose je igral dve sezoni, nato pa ga je avgusta 2004 klub posodil anlgeškemu West Bromwich Albionu. Za WBA je prvič zaigral v ligaškem pokalu 21. septembra 2004 proti Colchester Unitedu. V Premiershipu je prvič nastopil dva meseca kasneje proti Middlesbroughu. V Albionu je Contra dobil priložnost le na šestih tekmah, zaradi česar se je klub odločil, da ga posodi romunskemu klubu, kjer je Cosmin začel svojo nogometno pot. Tako je eno sezono igral za Politehnico Timisoara. Med tem časom je bil zaradi dobrih predstav vpoklican v državno reprezentanco, že naslednje leto pa je podpisal pogodbo s španskim klubom Getafe CF, kjer je kmalu postal eden od igralcev prve postave. Leta 2006 je dobil tudi špansko državljanstvo.  
Za državno reprezentanco je Contra nastopil na več kot 60 tekmah, sodeloval pa je tudi na Evropskem prvenstvu leta 2000 in 2008.